# Glyptopetalum palawanense
Glyptopetalum palawanense är en benvedsväxtart som beskrevs av Merrill. Glyptopetalum palawanense ingår i släktet Glyptopetalum och familjen Celastraceae. Inga underarter finns listade.